# Cahiers de civilisation espagnole contemporaine
Créés sous l’égide du Centre de recherches ibériques et ibéro-américaines de l’Université Paris Ouest Nanterre, au printemps 2006, les Cahiers de civilisation espagnole contemporaine (de 1808 au temps présent), Histoire politique, économique, sociale et culturelle se proposent de construire un réseau entre chercheurs de toutes disciplines qui travaillent sur l’Espagne contemporaine. Ils sont rattachés depuis le 1er septembre 2014 au laboratoire 3.LAM de l'Université d'Angers.
Dans ce cadre, ils ont pour vocation première de valoriser la production scientifique des hispanistes qui, dans l’enseignement supérieur français, œuvrent à la transmission et à l’approfondissement des connaissances sur les sociétés et les cultures de l’Espagne contemporaine. Sur cette base, les CCEC mèneront un dialogue fructueux, ouvert au débat, avec les hispanistes de tous pays et l’ensemble des chercheurs en sciences sociales. Pour le faciliter, espagnol et français sont les langues utilisées.
Les CCEC sont disponibles en accès ouvert. Ils sont hébergés par le portail OpenEdition Journals et sont propulsés par le CMS libre Lodel.